# 藤田麻衣子 (女流棋士)
藤田 麻衣子（ふじた まいこ、旧姓：比江嶋（ひえじま）、1973年8月3日 - ）は、元・将棋女流棋士、将棋観戦記者である。愛知県豊田市出身。南山中学校・高等学校、東京工業大学理学部化学科卒業。
女流棋士時代は伊藤果七段門下。日本将棋連盟所属当時の女流棋士番号は42、LPSA（日本女子プロ将棋協会）所属当時のLPSA番号は14。

## 経歴

### 幼少期
モンテッソーリ教育の雪の聖母幼稚園にかよう。
ゲーム好きの一家で育ち、小学生時代からさまざななゲームをし、父親の影響で囲碁を始めるが、囲碁は上達しなかった。

### 女流棋士時代
将棋を覚えたのは大学時代で21歳のとき。大学での勉強に行き詰っていたころ、覚えることの多い数学などと違い、ルールをいったん覚えればあとは応用だけの将棋にひかれたという。
1996年4月、日本将棋連盟女流育成会に入会。1997年10月、女流2級としてプロ入り。得意戦法は矢倉。
2002年4月から2004年3月まで、女流育成会幹事を務めた。
2005年6月に結婚し、同年10月1日付で棋士活動名を比江嶋姓から藤田姓へ変更した。
2007年5月 日本女子プロ将棋協会（LPSA）の旗揚げに参加し、同年6月に連盟より移籍。連盟に対し、移籍か残留かの表明を最後に届け出た。LPSAではウェブサイトの作成・運営、「日めくり詰め将棋カレンダー」などグッズの企画・デザイン、協会ロゴマークのカラーデザインなどを担当した。北尾まどかがルールを考案したどうぶつしょうぎのデザインも担当した。
2010年3月31日付で女流棋士を引退。同時にLPSAから退会。女流棋士としての身分を放棄した。

### LPSA退会後
ピエコデザイン（piecodesign）を開業し、「どうぶつしょうぎ」の普及や将棋関連のデザインなどを業としている。
観戦記者として活動している。また、紬のペンネームで各棋戦のネット中継記者を務めている。2015年（平成27年）には第27回将棋ペンクラブ大賞(観戦記部門・優秀賞）を受賞。
アマチュア棋士としての活動では、2011年の第1期女流王座戦のアマチュア西日本予選に出場。アマチュア予選決勝で当時中学1年、前年の小学生将棋名人戦で3位の成績だった中七海に敗れ、女流棋士の出場する一次予選への進出はならなかった。公式サイト「ピエコデザイン」では、参加できるうれしさ、中七海と指せた感激を語っている。
また、深川でボードゲームカフェ「どうぶつしょうぎcafe いっぷく」を2016年から2021年まで営業。

### 連珠の選手として
2018年、サンクトペテルブルクで開催された連珠世界選手権を現地で観戦したころから連珠をはじめていた。連珠四段の実力があり、2020年には連珠名人戦予選の東日本地区予選を通過。女性初のA級リーグ入りを果たした。A級リーグでは3勝5敗1分の6位に終わった。
2019年、ペア連珠大会「第12期小林高一杯」に将棋棋士牧野光則と参加。同じ髪型での登場が話題となった。2022年には連珠六段に昇段。
2023年8月、トルコ・イスタンブールで開催された連珠世界選手権に女子日本代表として参加（女子選手は、ロシア４名、中国１名、日本１名の合計７名が参加）し、スイス式トーナメントで３位となった。

## 人物
- 愛称は「ひえちゃん」「ぴえ」「ぴえこ」（いずれも旧姓から）。
- 女流棋士時代、さまざまなデザインを手掛け、藤田の独特のデザインや色づかいは「ピエコデザイン」と呼ばれていた。

## 昇段履歴
- 1996年04月00日 - 女流育成会入会
- 1997年10月01日 - 女流2級（1997年度前期 女流育成会Aクラス優勝） = プロ入り[8][21]
- 2004年04月01日 - 女流1級（女流王将戦 本戦入り）[22]
- 2010年03月31日 - 引退（同時にLPSAを退会）[12]